# Rancho Los Cerritos Museum
Rancho Los Cerritos o  Los Cerritos Ranch House o Casa de los Cerritos, toma su nombre de una concesión de la tierra mexicana en el suroeste del condado de Los Ángeles en Long Beach, California.  
Era "la residencia construida en adobe más grande e impresionante en el sur de California durante el periodo mexicano".
"Los Cerritos" fue declarado un National Historic Landmark en 1970.

## Historia
La estructura de adobe según el estilo Monterey colonial, fue construida en 1844 por el comerciante Jonathan Temple, un pionero Yanqui que se hizo ciudadano mexicano.
La casa que una vez fue la sede de un rancho de 27,000-acres (110 km²); la actividad principal en el rancho fue la cría de ganado vacuno y ovino.
La tierra era parte del Rancho Los Nietos una concesión de tierra de 167,000-acres (680 km²) abjudicada a Manuel Nieto un exsargento del ejército español, en 1784 por el gobernador Pedro Fages, casualmente su excomandante.  La concesión de Nieto fue no sólo una de las tres primeras otorgadas por los españoles en Alta California, sino que también fue la más grande. Después que Nieto murió, sus hijos solicitaron que fuera dividida su concesión original, que fue finalmente dividida en seis parcelas, una de las cuales era Rancho los Cerritos.
En 1843, Temple adquirió el rancho y construyó la casa de adobe en 1844 como sede de sus operaciones ganaderas. En 1866, Temple vendió el rancho a la compañía "Flint, Bixby & Co." que lo convirtieron en un rancho de ganado dedicado a la cría de ovejas.  
Jotham Bixby, el hermano de uno de los fundadores de la compañía, residió y gestionó el rancho de 1866 a 1871.  Jotham Bixby, conocido como "father of Long Beach" ("El padre de Long Beach", finalmente compró la propiedad para sí mismo y crio a siete hijos entre sus muros de  adobe.
Uno de los hijos de Jotham que fue criado en la casa del rancho era Fanny Bixby Spencer, que más tarde llegó a ser conocida como poeta y pacifista.
A partir de finales de 1870, Bixby comenzó el arrendamiento o la venta de partes de la hacienda, que se convirtieron en las ciudades de Downey, Paramount y Lakewood.
Entre los años 1870 y 1920, el adobe estaba en mal estado. En 1929, Llewellyn Bixby (sobrino de Jotham) compró la propiedad, e hizo una amplia renovación de la casa, incluyendo el revestimiento de cemento de yeso, un nuevo techo de tejas rojas, electricidad, fontanería, chimeneas, un soleado porche, los nuevos pisos y gran parte de la jardinería.
Llewellyn Bixby murió en 1942, y la familia vendió la casa a la ciudad de Long Beach en 1955. La ciudad convirtió la casa en un museo dedicado a educar al público acerca de período de los ranchos de California.

## Administrado como un museo
El Rancho Los Cerritos se convirtió en sitio histórico, y sigue siendo, un museo público operado por la Ciudad de Long Beach.
La casa y terrenos del Rancho Los Cerritos son un museo que presenta la historia de los tiempos de esplendor del rancho, de la casa de campo, y la región.
Está abierto para visitas guiadas, programas y eventos de los miércoles a domingo. La casa está amueblada de manera victoriana, ya que presumiblemente así habría sido cuando Jotham Bixby estuvo viviendo allí con su familia en la década de 1870.
Hay un centro de visitantes con exhibiciones sobre la historia del lugar desde los tiempos de nativos americanos hasta el presente. Un jardín italiano incluye naranjos y cipreses plantados por Temple. El centro también cuenta con una biblioteca de investigación sobre la historia de California que alberga unos 3.000 volúmenes y una tienda de regalos. La asociación « "The Friends of Rancho Los Cerritos" »-"Los Amigos de Rancho Los Cerritos" apoyan con sus actividades al museo.
El museo fue cerrado durante 17 meses a partir de 2001 hasta 2002 para permitir la adaptación sísmica, la eliminación tanto de la pintura con plomo como el aislamiento de asbesto, reparaciones de albañilería y modificaciones para mejorar la accesibilidad para personas con discapacidad.